# Platysphinx zabolichus
Platysphinx zabolichus là một loài bướm đêm thuộc họ Sphingidae. Nó được tìm thấy ở Nam Phi.